# Francesco Stelluti
Francesco Stelluti (Fabriano, 29 gennaio 1577 – Roma, 1653) è stato un naturalista e letterato italiano.

## Biografia
Francesco Stelluti nacque a Fabriano il 29 gennaio 1577 da Bernardino e Lucrezia Corradini. In giovane età venne avviato agli studi giuridici, e a questo scopo fu mandato dalla sua famiglia a Roma, dove si dedicò anche agli studi letterari. A Roma, strinse amicizia con Federico Cesi, Anastasio De Filiis, e l'olandese Johannes van Heeck. Insieme fondarono, il 17 agosto 1603, l'Accademia dei Lincei. I quattro fondatori avevano tutti i loro emblemi e i loro nomi accademici: Federico Cesi, il Principe mecenate, si chiama Celivago o anche Sammario; Johannes van Heeck Illuminato o Monuro; Anastasio De Filiis Eclissato, e Francesco Stelluti Tardigrado.
Come i suoi compagni Stelluti subì persecuzioni da parte dei familiari di Federico Cesi, e dovette lasciare per alcuni anni Roma per ritirarsi prima a Fabriano, poi a Parma presso il duca Ranuccio I Farnese. Ritornato a Roma verso il 1609, Stelluti ebbe parte molto attiva nello sviluppo dell'Accademia. Nel 1612 ne fu eletto Procuratore Generale. L'anno successivo promosse l'apertura di una sezione dell'Accademia a Napoli, il Liceo, che affidò alla direzione di Giovanni Battista della Porta. Alla morte del Cesi (1630), Stelluti non riuscì a impedire la fine dell'Accademia. Riuscì soltanto completare e dare alle stampe nel 1651 il monumentale Tesoro messicano o Rerum medicarum Novae Hispaniae Thesaurus, illustrazione della flora e della fauna del Messico. Sopravvisse agli altri fondatori dell'Accademia e morì a Roma nel 1653, mentre era ospite nel palazzo del duca Paolo Sforza, marito di Olimpia Cesi, figlia del principe Federico.

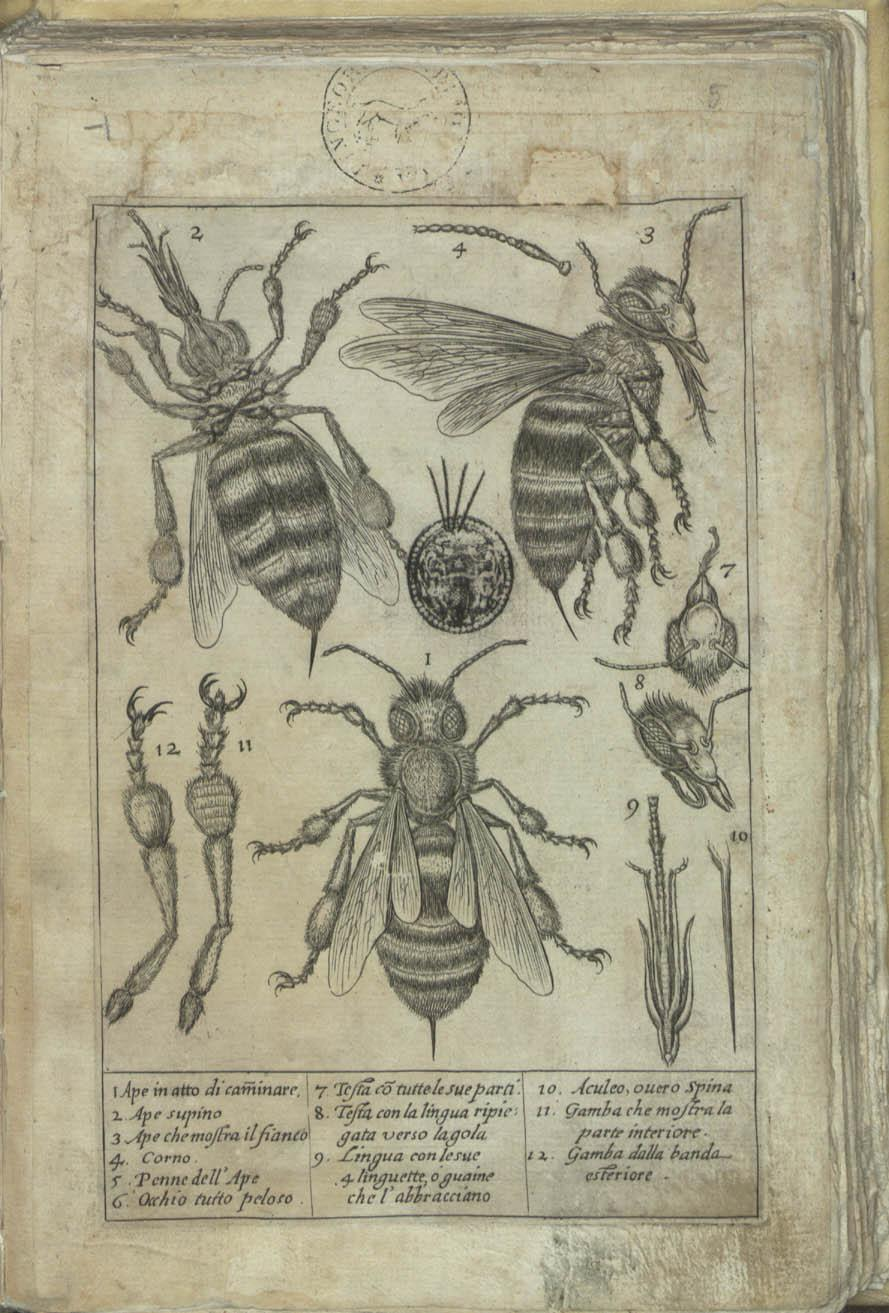
Il più antico disegno noto realizzato con un microscopio, da Apiarium, Roma, 1625

Fra le sue opere filosofiche ebbe una notevole diffusione negli ambienti scientifici il Logicae Physicae et Metaphysicae Brevissimum Compendium (1604). Collaborò con Federico Cesi al celebre Apiarium (Roma, 1625) la cui tavola («Melissographia»), di cm 26,2 x 36,7, disegnata da Francesco Fontana e incisa da Matteo Greuter su osservazioni dello Stelluti, rappresenta tre api ingrandite circa 20 volte e loro particolari più ingranditi: è la prima figurazione nota al mondo di oggetti microscopici. Tale preziosa opera è estremamente rara: ne esistono solo due copie. Nel volume dello Stelluti Persio tradotto in verso sciolto e dichiarato (Roma, 1630), a p. 52 sono figurate le medesime api, con altri particolari; alle pp. 51 e 54 è riportata la «Descrizzione dell'ape»; dopo quella del Cesi è la prima descrizione di particolari naturalistici visti al microscopio.
La sua opera letteraria più importante fu la traduzione delle Satire di Persio in versi sciolti (Roma, 1630).

## Opere
- Francesco Stelluti, Persio tradotto in verso sciolto e dichiarato da Francesco Stelluti Accad. Linceo da Fabriano all'ill.mo et r.mo sig.re il sig. cardinale Barberino, Roma, appresso Giacomo Mascardi, 1630.
- Francesco Stelluti, Trattato del legno fossile minerale nuouamente scoperto nel quale breuemente si accenna la varia, & mutabil natura di detto legno, rappresentatoui con alcune figure, che mostrano il luogo doue nasce, la diuersità dell'onde, che in esso si vedono, e le sue così varie, e marauigliose forme. Di Francesco Stelluti accad. Linceo da Fabriano. All'emin.mo ... card. Francesco Barberino, Roma, appresso Vitale Mascardi, 1637.